# Badger Motor Car Company

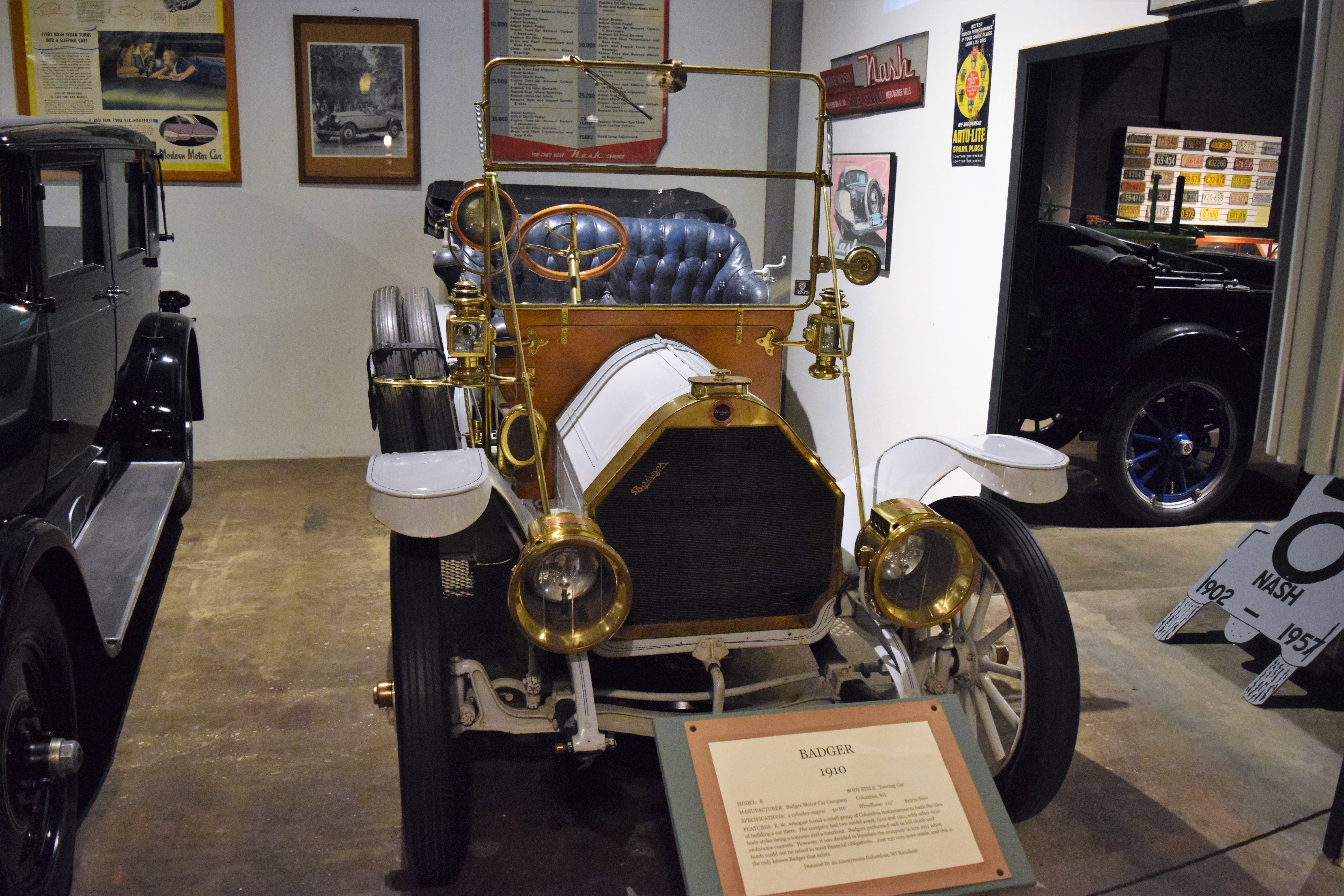
Badger von 1910

Badger Motor Car Company war ein US-amerikanischer Hersteller von Automobilen.

## Unternehmensgeschichte
A. M. Bellack, Charles E. Fowler, J. R. Wheeler, George C. Holtz und E. W. Arbogast gründeten 1909 das Unternehmen in Columbus in Wisconsin. Bellack war Präsident, Fowler Vizepräsident, Wheeler Schatzmeister, Holtz Sekretär und Arbogast der Konstrukteur. Im November 1909 war die Fabrik fertiggestellt. Nun, oder erst 1910, begann die Produktion von Automobilen. Der Markenname lautete Badger. 1911 endete die Produktion, als das Unternehmen in die Liquidation ging. Insgesamt entstanden 237 Fahrzeuge.

## Fahrzeuge
1910 standen drei Modelle im Sortiment. Sie hatten einen Vierzylindermotor von der Northway Motor and Manufacturing Company. Er leistete 30 PS, was als zu schwach bezeichnet wurde. Der Radstand betrug 284 cm. Das Model A war ein Tonneau, das Model B ein Tourenwagen und das Model C ein Roadster.
1911 wurde der Radstand des Fahrgestells auf 279 cm gekürzt. Der Motor blieb unverändert. Genannt sind Model B als Tourenwagen, Model C als Roadster und Model D als viertüriger Tourenwagen.

## Modellübersicht
| Jahr | Modell  | Zylinder | Leistung (PS) | Radstand (cm) | Aufbau                  |
| ---- | ------- | -------- | ------------- | ------------- | ----------------------- |
| 1910 | Model A | 4        | 30            | 284           | Tonneau                 |
| 1910 | Model B | 4        | 30            | 284           | Tourenwagen             |
| 1910 | Model C | 4        | 30            | 284           | Roadster                |
| 1911 | Model B | 4        | 30            | 279           | Tourenwagen             |
| 1911 | Model C | 4        | 30            | 279           | Roadster                |
| 1911 | Model D | 4        | 30            | 279           | viertüriger Tourenwagen |